# Mark Souder
Mark Souder, né le 18 juillet 1950 à Fort Wayne (Indiana) et mort le 26 septembre 2022, est un homme d'affaires et homme politique américain. 
Membre du Parti républicain, il est élu de l'Indiana à la Chambre des représentants des États-Unis de 1995 à 2010.

## Biographie
Mark Souder est diplômé de l'université de l'Indiana – université Puerdue à Fort Wayne (en) en 1972 puis d'une maîtrise en administration des affaires de l'université Notre-Dame-du-Lac en 1974.
À partir de 1983, Mark Souder devient assistant au Congrès des États-Unis : auprès du représentant de l'Indiana, Dan Coats, puis de la commission sur les enfants, la jeunesse et les familles et à nouveau auprès de Coats (devenu sénateur).
Lors des élections de 1994, il se présente à la Chambre des représentants des États-Unis dans le 5e district de l'Indiana, autour de Fort Wayne. Dans un contexte de révolution républicaine, il bat la démocrate sortante Jill Long Thompson (en), élue depuis 1989, en rassemblant environ 55 % des voix. Réélu avec 58 % des suffrages en 1996, il est reconduit jusqu'en 2004 avec des scores compris entre 62 et 70 % des voix. Lors des vagues démocrates de 2006 et 2008, il est réélu par environ 55 % des votants.
Mark Souder est considéré comme un républicain ultraconservateur, défenseur des « valeurs familiales ». En mai 2010, il démissionne de son mandat de représentant à la suite de la révélation d'une relation extraconjugale entretenue avec l'une de ses assistantes,.